# Colônia penal de Clevelândia

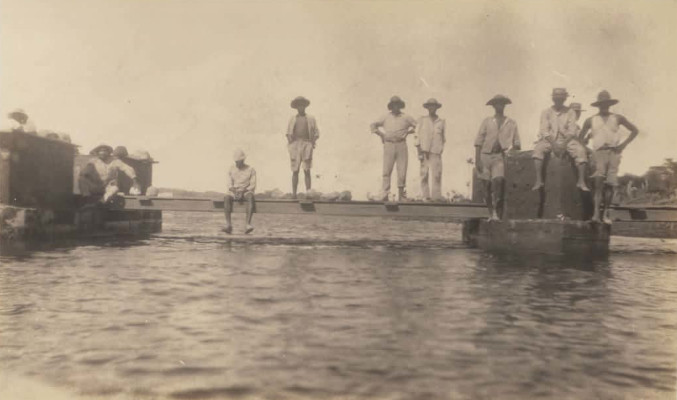
Trabalhadores nas obras de um trapiche num dos rios da colônia em 1925

A colônia penal de Clevelândia operou de 1924 a 1926 no extremo norte do Brasil, fronteiriço à Guiana Francesa, atualmente no distrito de Clevelândia do Norte, Amapá. Ela foi instalada no "Núcleo Colonial Cleveland", colônia agrícola fundada em 1922, e recebeu de 946 a 1 630 prisioneiros, tanto inimigos do governo Artur Bernardes (revoltosos tenentistas, militantes operários e anarquistas) quanto presos comuns (criminosos da "escória da sociedade" e indigentes, capoeiras e menores de idade apanhados nas ruas). Eles vieram do Paraná, São Paulo, Rio de Janeiro, Amazonas e Pará. Além destes, a população compunha-se de guardas do Exército, funcionários, comerciantes e colonos, os três últimos somando 204 habitantes ao final de 1926. No início do ano seguinte, o governo de Washington Luís liberou o retorno dos presos.
A colônia agrícola original já estava perdendo habitantes para a vizinha Martinica (atual Oiapoque) em 1924, quando o governo Bernardes precisou de um presídio remoto e isolado. Em resposta às revoltas militares tenentistas, o governo havia imposto o estado de sítio e lotado as prisões. Miguel Calmon, ministro da Agricultura, ofereceu o local, pois era a colônia agrícola mais logínqua do país. Ela tem precedentes na deportação de prisioneiros à Amazônia no governo Floriano Peixoto e no período após a Revolta da Vacina, assim como em outras colônias penais no mundo. O primeiro navio com prisioneiros chegou à foz do rio Oiapoque em 26 de dezembro de 1924.
A expansão repentina da população sobrecarregou a infraestrutura do centro agrícola. Depoimentos de prisioneiros registram alojamentos precários e um trabalho normalmente não remunerado em condições quentes, úmidas e insalubres, sob pena de violências dos guardas e de alguns criminosos comuns. A mão de obra prisional carregava toras de madeira à serraria, capinava as roças, construía as instalações públicas e trabalhava nas usinas de pau-rosa. Militares que juraram leadade ao governo desempenhavaram funções técnicas e burocráticas. Em junho de 1925, militares da Força Pública de São Paulo derrotados na batalha de Catanduvas, na Campanha do Paraná, trouxeram uma epidemia de disenteria bacilar, que matou centenas de prisioneiros juntamente com outras doenças como a malária e a tuberculose. Conforme o relatório oficial "Viagem ao Núcleo Colonial Cleveland", de 946 prisioneiros, 491 morreram e 262 escaparam.
A censura à imprensa suprimiu o assunto até os primeiros meses de 1927, quando os prisioneiros retornaram e a colônia penal ocupou as primeiras páginas dos jornais. Oposicionistas descreviam Clevelândia como um "inferno verde", e governistas como uma "comuníssima colônia agrícola". Clevelândia foi permanentemente associada a Artur Bernardes. Ela foi lembrada pelos anarquistas e esquecida pela historiografia, sendo objeto do primeiro estudo de grande porte apenas em 1991. Historiadores caracterizam a colônia penal como um campo de trabalho forçado ou mesmo como um campo de concentração.

## Criação

### A colônia agrícola

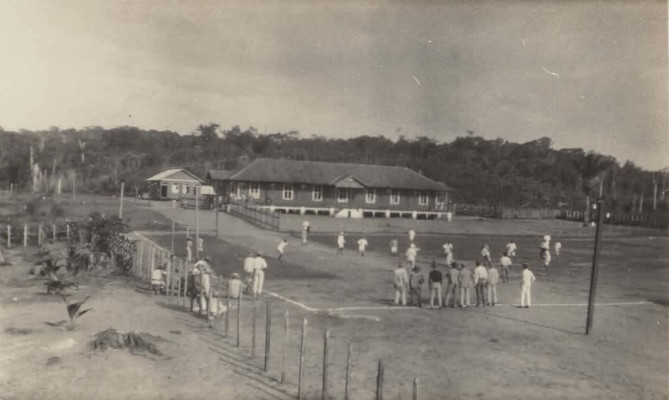
Jogo de futebol em frente à casa da administração

As memórias dos prisioneiros frequentemente confundem Clevelândia com a região onde estava inserida, o Oiapoque, à época pertencente ao estado do Pará e atualmente ao Amapá. O Oiapoque situa-se na fronteira com a Guiana Francesa e foi uma zona de disputas territoriais com a França até sua incorporação definitiva ao território brasileiro em 1900. A região era considerada um espaço vazio, e sua ocupação era estudada pelas autoridades brasileiras desde a década de 1890. Em 1919 o Congresso aprovou a proposta do senador Justo Chermont de fundar patronatos e colônias nacionais ao longo do rio Oiapoque. O senador alertava para os contrabandistas que se aproveitavam da ausência de policiamento, fiscalização e defesa militar naquela área. A colonização eliminaria as influências francesas da região e asseguraria a soberania brasileira.
A colônia foi implantada na margem direita do rio Oiapoque, a 15 quilômetros do posto militar de Santo Antônio, a alguns quilômetros rio acima da vila de Martinica. Ambas faziam parte do município de Amapá no distrito de Demonti, cuja população total era de mais de 1 150 no censo de 1920. A vila de Saint Georges ficava do lado oposto (francês) do rio. Os primeiros colonos, retirantes da seca no Nordeste, chegaram em maio de 1921. Segundo Rocque Pennafort, a população era de dois grupos distintos, um que acompanhou o coronel Chico Pennafort e outro de famílias cearenses trazidas de Belém pelo governo. Acreditava-se que a região fosse um "Eldorado" de terras férteis, apresentadas na propaganda do governo por fotografias de uma mandioca e uma cana-de-açúcar gigantes. A salubridade da região era atestada por um relatório assinado em 1922 pelo diretor do Serviço de Profilaxia Rural do Pará. Em 5 de maio de 1922 inaugurou-se o "Centro Agrícola Cleveland", homenagem a Grover Cleveland, presidente dos Estados Unidos que serviu de árbitro na questão de Palmas.

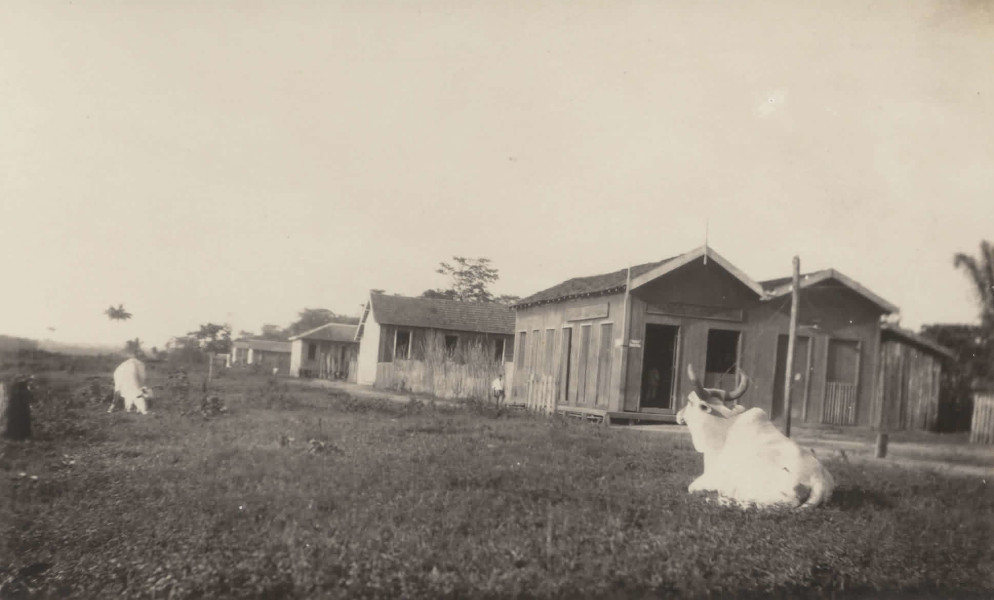
Gado no Boulevard Rio Branco

O engenheiro-chefe, administrador e fundador da vila era Gentil Norberto. Clevelândia deveria ser a "área-modelo para um projeto civilizacional". A área urbana do núcleo era planejada, fato inédito para os povoados da região. Até 1924 construíram-se um prédio de dois andares para a administração, uma escola com duas salas de aula, um hospital, enfermaria, hospedaria de imigrantes, posto telegráfico, serraria, igreja, várias residências e 28 quilômetros de caminhos vicinais. Mas o entusiasmo inicial foi perdido e os colonos que não tiveram sucesso com a agricultura migraram para Martinica, onde encontraram trabalho nas usinas de pau-rosa. Em 31 de dezembro de 1926 a população, excluindo os prisioneiros e guardas, era de 204 pessoas: 127 colonos e 77 funcionários e comerciantes.

### Transformação em colônia penal

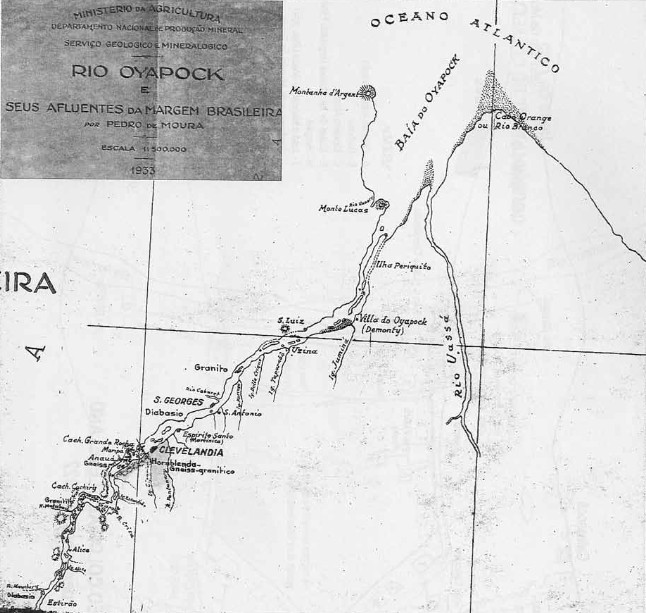
Localização de Clevelândia num mapa do rio Oiapoque de 1933

O governo federal de Artur Bernardes (1922–1926) transformou Clevelândia no destino mais numeroso de seus prisioneiros políticos, num contexto de um estado de sítio duradouro, cadeias superlotadas, detenções em massa e desterro. Militares tenentistas derrotados nas suas revoltas armadas contra o governo, militantes operários (incluindo anarquistas), criminosos comuns e "indesejáveis" retirados das ruas do Rio de Janeiro tiveram Clevelândia como presídio a partir de 1924. Pelo artigo 80 das Disposições Gerais da Constituição de 1891, o presidente poderia, durante o estado de sítio, recorrer ao desterro para manter a ordem e a lei. Em julho de 1922, após a decretação do estado de sítio pelo seu antecessor Epitácio Pessoa, Bernardes sugeriu "agarrar os desordeiros e ociosos que infestam o Rio e Niterói, e deportá-los para bem longe, para o Acre, por exemplo, ou para a colônia de Três Rios [sic], quando menos".
No caso de Clevelândia, uma justificativa adicional seria um dispositivo constitucional que atribuía à União o domínio da faixa de fronteira necessária à defesa nacional. Segundo Bernardes, a ideia de deportar os prisioneiros a Clevelândia não era dele, mas de seu ministro da Agricultura, Miguel Calmon, ou de Gentil Norberto. Conforme o ex-ministro Calmon, "o governo só deportou para Cleveland em último caso e forçado pelos pedidos de habeas corpus ao Supremo Tribunal Federal, que não permitiam a conservação dos presos aqui" [em navios-prisão e ilhas da baía de Guanabara], e "os deportados para Cleveland foram presos que tinham os piores antecedentes e sem nenhum título especial que os recomendassem".
Miguel Calmon apresentou ao presidente estabelecimentos do Ministério da Agricultura com espaço para receber os prisioneiros: a Ilha das Flores, os núcleos coloniais do Paraná e de Santa Catarina e os centros agrícolas da Paraíba, Piauí, Pará (ou seja, Clevelândia) e Amazonas. Segundo ele, a Ilha das Flores e Clevelândia seriam os únicos viáveis, pois os demais estavam em territórios com perigo de revoltas ou os governadores de seus estados não queriam hospedar prisioneiros políticos.
Clevelândia era a colônia agrícola mais remota de todo o país, garantindo o isolamento dos presos e a impossibilidade de defesa jurídica. Os prisioneiros seriam punidos pelos seus crimes ao mesmo tempo que contribuiriam à ocupação da fronteira. A medida tem antecedentes no Brasil republicano, também na selva equatorial, quando centenas ou até milhares de indivíduos foram deportados para Tabatinga, Xingu, o alto Rio Branco e o Acre no governo de Floriano Peixoto e no pós-Revolta da Vacina. Esse tipo de punição em regiões inóspitas pode ser comparada à Ilha do Diabo, na Guiana Francesa, ao domicilio coatto (confinamento em ilhas do Mediterrâneo) italiano, à prisão argentina em Ushuaia e ao gulag russo. O isolamento era tamanho que não havia ligação telegráfica direta a Belém; até a construção de uma estação radiotelegráfica em setembro de 1926, a comunicação passava pela Guiana Francesa a Paris e dali a Recife e Belém.

## Pontos de vista

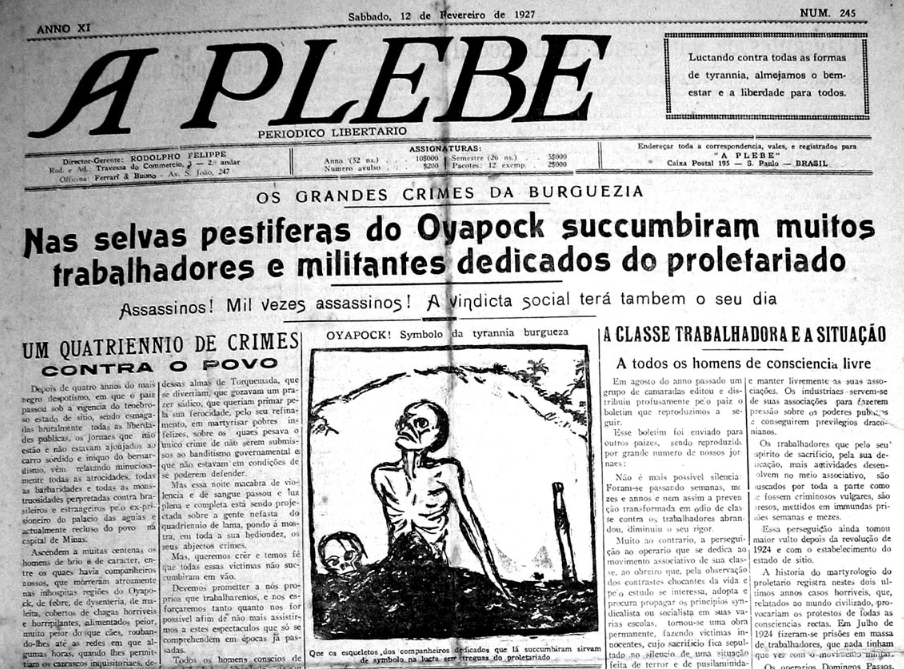
Edição de A Plebe em 12 de fevereiro de 1927, apresentando os "grandes crimes da burguesia" ocorridos no Oiapoque

Os acontecimentos em Clevelândia não chegavam à imprensa como um todo, que estava sob censura durante o estado de sítio declarado pelo governo Bernardes. A opinião pública só tinha noção superficial. Deputados oposicionistas na Câmara denunciaram muitos abusos ocorridos durante o estado de sítio, mas não mencionaram Clevelândia. Os recém-chegados não sabiam o que os esperava. As notícias só começaram a sair do local em setembro de 1925, quando uma carta do militante Domingos Braz foi publicada no jornal A Batalha, de Lisboa. Em dezembro de 1925 outra carta foi publicada pelos jornais La Antorcha, de Buenos Aires, e O Syndicalista, da Federação Operária do Rio Grande do Sul. O governo negou a acusação.
Somente ao final do mandato e do estado de sítio a história repercutiu na opinião pública e a grande e pequena imprensa trouxeram depoimentos dos sobreviventes. Jornais governistas e oposicionistas debateram quais seriam as reais condições do local no início de 1927, quando os presidiários já haviam sido anistiados. A oposição pode ser exemplificada pelos jornais O Combate e A Nação, que representavam interesses do Partido Democrático de São Paulo, tenentistas e Bloco Operário e Camponês, e A Plebe, representante dos anarquistas. A defesa do ex-presidente Bernardes e de seu governo pode ser encontrada no jornal carioca O Paiz. O jornal de Justo Chermont fez reportagens sobre a beleza e bom clima de Clevelândia, e Gentil Norberto viria a público defender o local.
A peça de teatro Clevelândia (1927), de Euclides de Andrade, fez uma crítica à República Oligárquica em tom humorístico, do ponto de vista de um caipira preso em São Paulo por saudar os revolucionários em 1924. A peça teve boa recepção no público paulista. Em Mr. Slang e o Brasil (1927), o escritor Monteiro Lobato interpretou Clevelândia como o possível destino das cabeças pensantes do país. A respeito do médico Belisário Penna, escreveu: "Tem feito tamanho bem à sua terra e o fará ainda tanto que - escreva o que vou dizer: acabará na Clevelândia".

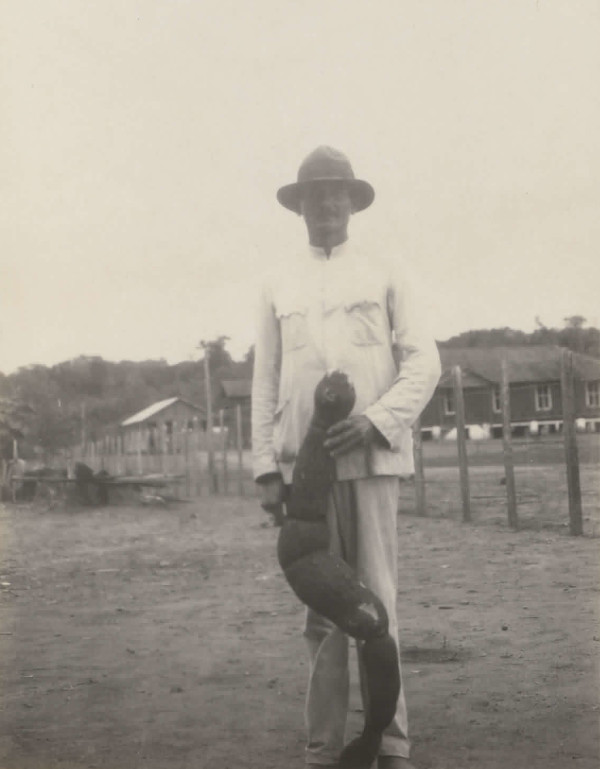
Fotografia da propaganda oficial exibindo um colono e a raiz de mandioca colhida no seu lote

A oposição denunciou os "horrores" e a "hecatombe de Clevelândia", "o extermínio de presidiários" e "os crimes do governo Bernardes". A imprensa contemporânea e a historiografia associam Clevelândia ao desterro, degredo e vazio demográfico. Expressões como "inferno verde", "Sibéria brasileira, "jardim dos suplícios", "desterro da peste e da morte", "selvas pestilentas" e "lugar inóspito" eram comuns nos jornais. O local entrou para a memória anarquista como um símbolo de opressão, a "Bastilha brasileira".
As revelações colocaram a imprensa governista na defensiva. Na matéria "A indústria da demagogia e o filão da Clevelândia", O Paiz criticou as publicações oposicionistas. O jornal amenizou a imagem do local, chamando-o de "comuníssima colônia agrícola" e umas "pacíficas plantações de mandioca". Invertendo as acusações, asseverou que "esses que hoje clamam de ramo de oliva em punho, pela paz geral, que foram eles mesmos que atearam e alimentaram a fogueira da rebeldia que tantos anos vem encharcando de sangue o território nacional", e que "se não tivesse havido revolução o governo também não teria sido forçado a tomar algumas medidas severas".
Para o historiador Carlo Romani, a historiografia deixou a história de Clevelândia cair no esquecimento. O silêncio oficial sobre a região foi quebrado pela própria Biblioteca do Exército com a publicação de Clevelândia do Norte, do padre Rogério Alicino, em 1971. Alicino tinha afinidade com os interesses do Estado e baseou-se em documentos oficiais. Seu livro dedicou apenas cinco páginas à experiência penal; segundo Romani, "o primeiro trabalho extenso sobre o episódio foi um capítulo no livro de Paulo Sérgio Pinheiro", Estratégias da ilusão: a revolução mundial e o Brasil (1922-1935) (1991). Pinheiro focou na repressão do Estado e nas lutas sociais. Historiadores locais atém-se à história oficial, buscando evitar que a história do Oiapoque seja maculada pelo curto espaço de tempo em que o campo de prisioneiros existiu.
Alexandre Samis, autor de Clevelândia: anarquismo, sindicalismo e repressão política no Brasil (2002), teve perspectiva semelhante a Pinheiro. Ele e Romani têm afinidade ideológica ao anarquismo ou ao socialismo libertário. Para um historiador adicional de Clevelândia, Edson Machado de Brito, Pinheiro, Samis e Romani apresentaram, cada um a seu modo, a colônia penal como "marco da derrota da resistência". Ele, por outro lado, enfatiza que as dissidências sobreviveram ao degredo de parte de seus militantes em Clevelândia. Samis apresenta os degredados como cidadãos presos sem culpa formada, enquanto Brito lembra o perigo revolucionário que esses dissidentes representavam ao Estado.

## Funcionamento

### Demografia

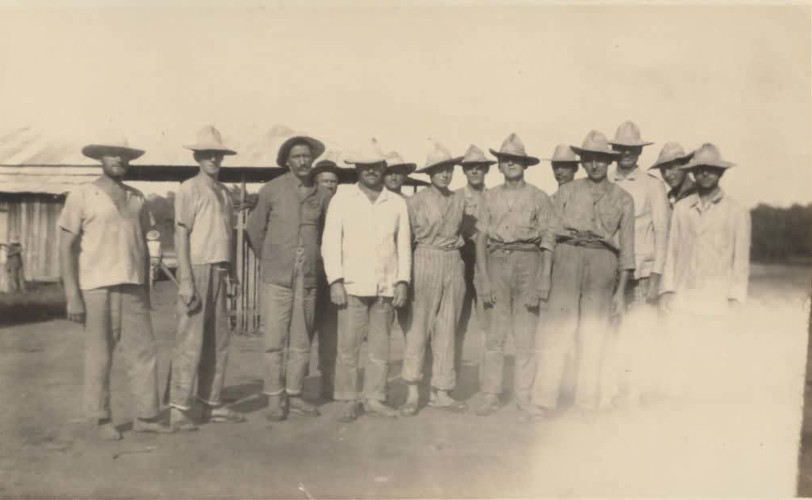
Prisioneiros recém-chegados do Rio de Janeiro

O número exato de prisioneiros e óbitos em Clevelândia foi uma preocupação constante da imprensa e da historiografia. O número mais baixo e o utilizado por Pinheiro e Samis é o de 946, fornecido pelo relatório "Viagem ao Núcleo Colonial Cleveland", apresentado por Oldemar Murtinho, Diretor da Seção da Secretaria de Estado, ao ministro da Agricultura em 1926. O relatório identificou 262 evasões e 491 óbitos. Romani quantifica cerca de 1 200 degredados, baseado na "classificação elaborada pela polícia nas listas de envio", e lembra que existem muitos casos conhecidos de presos ausentes das listas. A estimativa mais alta foi de 1 630 homens, conforme Manoelzinho dos Santos. A segurança era feita por um destacamento do 26.° Batalhão de Caçadores, inicialmente de 26 praças e mais tarde reforçado por outros 120 quando as fugas se tornaram frequentes.
Os prisioneiros chegaram em três grandes levas e contingentes menores nos barcos mensais da linha Oiapoque-Belém. Os primeiros 419, segundo Murtinho, ou 250, segundo Alicino, chegaram à foz do rio Oiapoque em 26 de dezembro de 1924. Segundo Romani, este primeiro grupo inclui 250 militares e outros 150 presos no Rio de Janeiro e São Paulo desde a revolta de 5 de julho até o início de dezembro. Os militares deste grupo haviam servido principalmente aos encouraçados e submarinos da Marinha de Guerra na capital, onde em outubro e novembro, as autoridades haviam desmontado um golpe planejado pelo capitão de mar e guerra Protógenes Guimarães e superado uma revolta do encouraçado São Paulo.
Uma segunda leva de 119 praças do Exército e Marinha, envolvidos em revoltas no Amazonas e Pará, chegou em 6 de janeiro de 1925. Em julho do ano anterior, esses estados haviam sido palco de dois movimentos tenentistas, a Comuna de Manaus e a revolta do 26.º Batalhão de Caçadores. Uma terceira leva de militares (418, segundo Murtinho, ou 577, segundo Alicino) chegou entre 8 e 12 de junho de 1925. Segundo Romani, eram cerca de 400 militares de Catanduvas, Paraná, 23 conspiradores do Rio de Janeiro e 130 ladrões encarcerados pela 4.ª Delegacia Auxiliar. Os combatentes da Campanha do Paraná eram militares do Exército e da Força Pública de São Paulo, oriundos da revolta em São Paulo em julho do ano anterior, e haviam lutado por meses até sua rendição em 30 de março de 1925.
Havia oficiais na colônia, mas os militares degredados eram principalmente de patentes inferiores. O governo pretendia desqualificar sua posição hierárquica, enquanto os anarquistas queriam identificá-los como "filhos do povo" para incorporá-los à revolução. Os civis eram ativistas de oposição, operários (principalmente dos setores gráfico e de construção civil), sindicalistas (incluindo líderes mantidos no navio-prisão Campos), redatores de jornais operários e criminosos comuns. Vários eram estrangeiros. Alguns dos civis estavam presos na condição de suspeitos, não tinham ligação com dissidências políticas e nem eram criminosos comuns. O que a polícia denominava de "indesejáveis" incluía tanto os criminosos comuns (ladrões, homicidas, malandros e vigaristas, a "escória da sociedade") quanto mendigos, capoeiras e menores de idade retirados das ruas como política de "profilaxia social".
Cartas à imprensa permitem identificar pelo menos 20 anarquistas em Clevelândia. Muitos prisioneiros classificados simplesmente como operários ou vadios podem também ter sido militantes ou simpatizantes. Os anarquistas não tinham relação direta com as revoltas tenentistas, mas foram presos para desarticular seu movimento no meio operário e intimidar os demais militantes. Os anarquistas notavam em Clevelândia uma ausência de seus rivais no meio operário, os comunistas, e chegavam a supor que eles estivessem aliados ao governo Bernardes. Do ponto de vista comunista, o jornal A Nação rebateu o que chamou de "calúnias" dos anarquistas e afirmou que muitos dos "nossos companheiros padeceram em Clevelândia". Alexandre Samis não encontrou o nome de nenhum comunista enviado à colônia. Para Romani, a repressão oficial foi a principal causa do declínio do anarquismo na década de 1920.

### Transporte

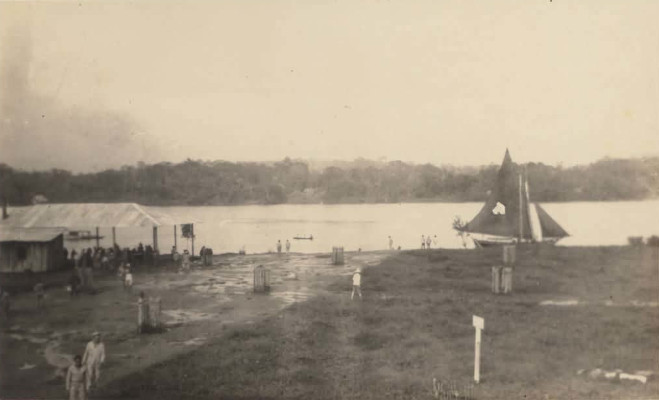
Vista do porto no rio Oiapoque

Os primeiros prisioneiros vieram do Rio de Janeiro a bordo do paquete Commandante Vasconcellos. Após uma escala em Belém, ele parou na foz do rio Oiapoque, onde seu calado impedia a navegação rio acima, de forma que os presos seguiram num vapor fluvial, o "gaiola", até o porto de Santo Antônio, e dali, em barcos menores ou a pé pela trilha da linha do telégrafo até o depósito de presos em Clevelândia. Os recém-chegados recebiam um chapéu de palha de aba larga, paletó e calça de brim azulão e tinham sua atividade designada.
Os presos de Catanduvas já estavam debilitados antes da trajetória. Nas trincheiras do Paraná, aqueles militares combatiam desnutridos, doentes e em sua maioria, descalços e seminus. Após a rendição, caminharam enfileirados e vigiados por guardas armados por mais de 100 quilômetros até a estação ferroviária de Irati. O general Cândido Rondon, comandante das forças legalistas na Campanha do Paraná, prometeu tratamento humanitário. Não há evidência de que ele tenha sido responsável pelo que foi feito com os prisioneiros ao saírem de sua jurisdição, mas ele tampouco protestou contra o tratamento, e os líderes tenentistas nunca perdoaram Rondon pelo ocorrido.
No início de junho de 1925, os prisioneiros embarcaram no porto de Paranaguá para os porões sem ventilação do cargueiro Cuiabá. A viagem ao Oiapoque durou 21 dias, com uma escala no Rio de Janeiro para abastecer água, carvão e novos prisioneiros, entre eles anarquistas dos navios-prisão da costa do estado. Conforme Atílio Lebre, prisioneiro português embarcado no Rio de Janeiro, a alimentação no navio consistia num um pouco de mate e um biscoito, pela manhã, e "um prato com feijão frade e cem gramas de carne verde pessimamente cozinhada", nas refeições principais. A comida descia pela mesma abertura pela qual subiam os dois barris de madeira nos quais os prisioneiros urinavam e defecavam. A água era racionada e os prisioneiros passavam dias com sede.

### Alojamento e organização social

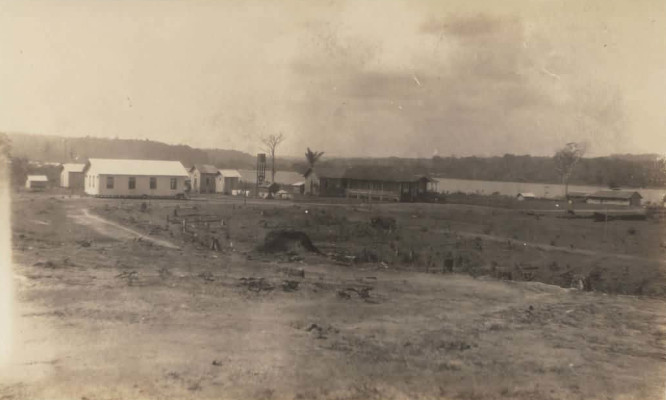
Hospedaria e hospital vistos da casa de telegrafia

A colônia penal funcionava em regime semiaberto, no qual os prisioneiros tinham liberdade para circular, tendo o rio Oiapoque e a própria mata como seus muros. Os colonos originais foram obrigados a suportar as consequências, entre elas a falta de alojamentos, da expansão brusca da população. A diretoria negligenciou-os, pois estava concentrada nos presos. A reação inicial dos colonos foi de medo, mas muitos dos prisioneiros acabaram aceitos em seu meio, chegando a constituir famílias.
Os deportados eram abrigados em barracões e, quando estes não deram conta da população, os excedentes dormiram sob as árvores ou o assoalho das casas até construírem pequenos abrigos nas horas livres. Um galpão ao lado do trapiche serviu de hospedaria de imigrantes. Lotes abandonados pelos colonos que emigravam para Martinica eram entregues aos prisioneiros. Enquanto os presos não terminavam de construir suas choupanas e barracões, eles eram acolhidos por algumas famílias (o que ocorreu mais com os militares mais graduados) ou ocuparam as casas de famílias que se mudaram provisoriamente à Administração e construções vizinhas. Conforme Domingos Braz, os "infelizes deportados dormem em grupo de cem ou mais indivíduos. Barracões imundos e asquerosos cobertos de tábuas ou palhas por cima e pelos lados, eis os alojamentos".

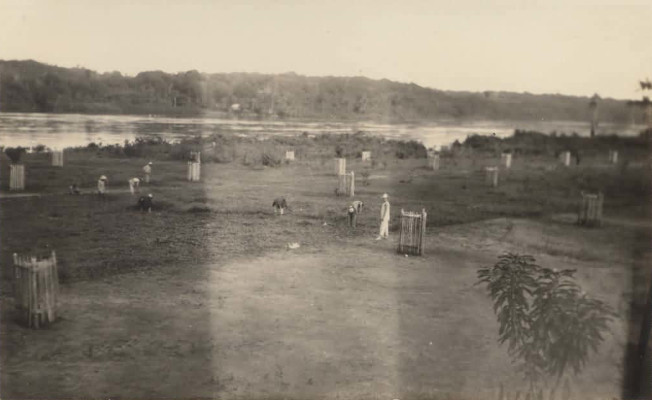
Trabalho na Praça Epitácio Pessoa

Os prisioneiros foram inicialmente segregados em grupos conforme suas origens, de forma que anarquistas, tenentistas e outras facções pouco conseguiam se ajudar mutuamente. Soldados e oficiais que juraram lealdade ao governo da República, abandonando suas convicções revolucionárias, foram privilegiados os melhores trabalhos, relações mais próximas com a pequena elite local e maior liberdade. Outros permaneceram dentro da hierarquia do exército revolucionário. Embora num patamar inferior da hierarquia penal, eles moravam perto do centro e podiam contar com a proteção de seus oficiais. Estes ficaram em casas particulares cedidas pela Administração ou barracões provisórios perto do centro.
Os prisioneiros políticos civis, entre eles os anarquistas, ficaram em barracões coletivos ou choupanas mais afastadas, distribuídas pelos lotes de 10 a 14, às margens do igarapé Siparani. Os libertários eram o grupo mais coeso na colônia. Anarquistas encontraram tempo para palestras, canções e estudos durante os momentos de ócio, e alguns escreveram poemas nesse período. O Primeiro de Maio de 1925 foi celebrado por alguns anarquistas e colonos com o cântico da Internacional. José Alves do Nascimento, operário da construção civil, alfabetizou os filhos dos agricultores com os quais vivia. Os prisioneiros comuns receberam os lotes mais distantes, às margens do rio Porantani, e o pior tratamento.

### Trabalho

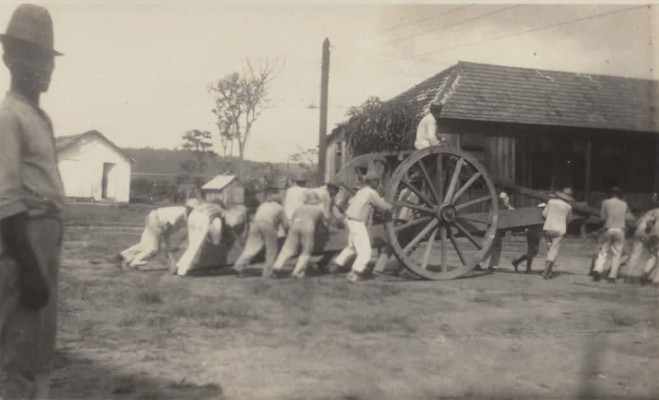
Prisioneiros transportam uma viga

A mão de obra estava "agora até de sobra" após a chegada de grandes números de prisioneiros, conforme a narrativa oficial de Rogério Alicino. Para historiadores como Romani e Brito, Clevelândia foi um campo de trabalho forçado. Gentil Norberto, na sua defesa da colônia, afirmou que somente os criminosos comuns haviam sido forçados trabalhar, e por apenas quatro horas e meia por dia, na limpeza da sede e outros serviços, recebendo cigarros e pequenas remunerações. O escritor Domingos Meirelles menciona uma jornada de nove horas diárias, na maioria dos casos sem remuneração. Um ex-soldado da Força Pública de São Paulo, em depoimento a O Combate, descreveu mais de doze horas diárias de serviço pesado.
Conforme Alicino, "a fim de desfrutar de toda a mão de obra [...] foi construída, perto do lugar denominado Sibéria, uma usina para a extração da essência de pau-rosa". O trabalho dos presos também ergueu a capela N. S. de Nazareth, a Escola Dulphe Machado, a Ponte Artur Bernardes, um trapiche, casas adicionais e a a estação de rádio, além de ampliar o Hospital Simão Lopes e realizar serviços de manutenção. Everardo Dias cita como atrocidade a construção do trapiche, durante a qual presos doentes de malária tiveram que mergulhar com sacos de concreto.
Os presos mais privilegiados trabalharam como burocratas na Administração e Hospital, mecânicos, eletricistas, cozinheiros e capatazes das usinas de pau-rosa. Esses serviços foram recompensados com gratificações anuais de dez a 200 mil-réis. Os trabalhos mais pesados eram a capinação das roças e carregamento de toras de madeira do rio à serraria; eles eram inicialmente reservados aos criminosos comuns e depois partilhados com os veteranos de Catanduvas. Serviços particularmente pesados eram recompensados com cigarros. O trabalho de sepultamento era inicialmente exclusivo aos prisioneiros comuns cariocas, como o batedor de carteiras "Moleque Cinco".

### Condições de vida

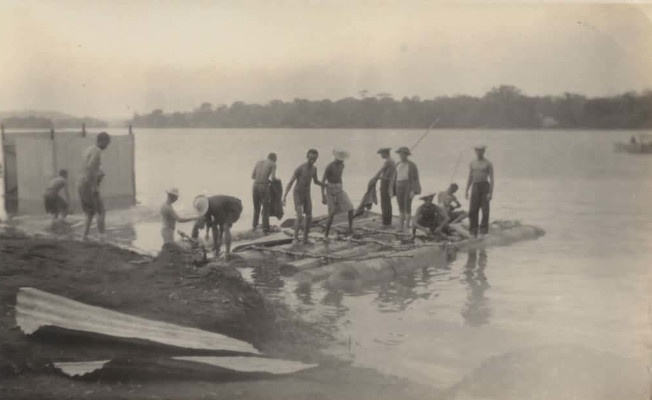
Lavagem de roupa no rio

Os costumes, paisagens e clima do Oiapoque eram estranhos aos prisioneiros, muitos dos quais eram sujeitos urbanos do Brasil meridional. A umidade e o calor eram intensos e as doenças proliferavam-se. O Centro Agrícola buscava uma imagem de repartição pública civilizada, mas os serviços que ele oferecia eram dimensionados a algumas centenas de voluntários e foram sobrecarregados pela chegada de um número muito maior de prisioneiros. Conforme Alicino, "a chegada, dentro em prazo breve, de mais de mil pessoas, criou problemas de peso na vida da Colônia", e "os presos, de seu lado, não deixaram de empecilhar a vida da Colônia".
Miguel Calmon assegurou que a colônia era "perfeitamente instalada, com recursos suficientes para distribuir uma alimentação abundante e dotada de um excelente hospital. Nada faltou em matéria de alimentação e assistência médica". Inquéritos oficiais em 1925 e 1926 determinaram que a alimentação, alojamento e integridade física dos prisioneiros estavam garantidas. O Paiz apresentou um documento assinado por mais de vinte ex-presidiários com agradecimentos a Gentil Norberto e demais funcionários, agradecendo "pelo bom trato que ali nos foi dado, além de roupa, calçado, cigarros, chapéis, assistência médica e hospitalar, boa e farta comedoria e respectivo agasalho nas hospedarias construídas para tal fim". Mas os depoimentos em tom de denúncia ecoaram muito mais. Conforme muitos presos retornados, eles foram obrigados, ao passarem por Belém, a assinar um documento declarando nunca ter sofrido violência ou privação. E segundo o jornal O Combate, Gentil Norberto vivia em Belém e nunca passava mais de 24 horas na Colônia.
Segundo o engenheiro-chefe, uma de suas primeiras iniciativas após a chegada dos deportados teria sido a proibição rigorosa do castigo corporal. Qualquer abuso teria ocorrido "nunca com o apoio ou a anuência da administração". A imprensa contemporênea e os historiadores registram torturas, maus tratos e violência generalizada contra os prisioneiros. Os prisioneiros eram punidos com o "umbigo de boi" (tipo de chicote), a palmatória e a "geladeira quente" ou "cafua", um espaço com telhas de zinco no qual só cabia uma pessoa, que sufocava no calor. Guardas armados simulavam fuzilamentos. Alguns bandidos, como o "coronel Bahia", "Za-la-mort", "Rio Grande" e Padeirinho", recebiam livre trânsito pela vila, que percorriam juntamente com os guardas para disciplinar fisicamente os demais presos.
Num episódio narrado pelo anarquista Domingos Passos, o "coronel Bahia" deu uma bofetada num velho pedreiro, apelidado "Constructor", por sua demora em chegar à refeição, resultando numa hemorragia. Outro preso, Antônio Salgado, foi "posto a ferros" por protestar contra o ocorrido. Augusto da Silva Ramalho relatou a O Combate que foi preso sem motivo informado e ele e seus companheiros "recebiam ordens para trabalhar, sempre vigiados pela guarnição militar da colônia, que os maltratava à primeira fala". Manoel dos Santos, ex-marinheiro, mencionou os "arrepios quando recordava as torturas às quais era submetido". Mateus Felix de Moura, ex-sargento da Força Pública de São Paulo, descreveu uma alimentação à base "feijão duro, com uns grandes pedaços de carne podre e insípida". Segundo Lauro Nicácio, inferior do Exército, a qualidade e quantidade do alimento diminuiu após Deocleciano Coelho de Souza assumir a direção da colônia em julho de 1925.
Everardo Dias descreveu os sobreviventes "curvados, magros, amarelados, sem coragem, sem ânimo e sem vitalidade", em cujos "rostos escaveirados e cor de cera apenas os olhos sobressaíam... no mais pareciam múmias". O relatório de Oldemar Murtinho, que objetivava uma apresentação positiva da colônia, descreveu os presos como homens "raquíticos e tristonhos", que andavam como "condenados à morte que seguem para o patíbulo retardando o passo", "dando à impressão de que o impaludismo tornou-os imprestáveis para o resto da vida".

### Mortalidade

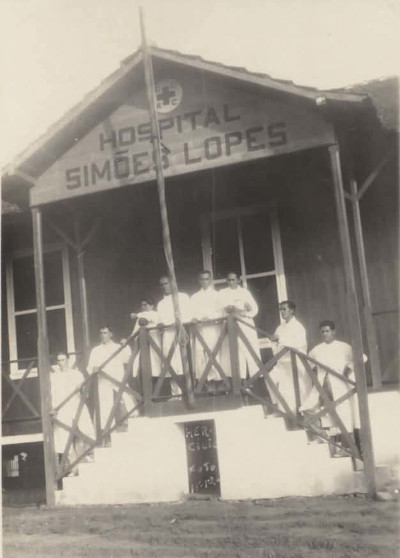
Médicos, farmacêuticos e enfermeiros do Hospital Simões Lopes

Segundo Bruno de Almeida Magalhães, biógrafo de Artur Bernardes, "a despeito da salubridade do local, houve uma epidemia de febre tifoide, em que pereceram alguns prisioneiros", mas "toda a lenda acerca de Clevelândia foi irrespondivelmente refutada pelo senador Miguel Calmon, Ministro da Agricultura durante o governo de Bernardes, durante as sessões de 29 e 30 outubro de 1927, sem ter sofrido a menor contestação". Essas alegações são contraditas pela elevada mortalidade dos prisioneiros demonstrada na bibliografia especializada.
Baseados no relatório de Murtinho, Samis e Pinheiro quantificam 491 prisioneiros mortos, da população original de 946. Conforme o mesmo relatório, o primeiro livro de registros foi extraviado e com ele, perderam-se dados sobre 88 mortes. Romani estima que morreram mais da metade de sua estimativa de 1 200 presos. Em 7 de janeiro, A Nação anunciou uma lista completa com 325 mortos em Clevelândia. Em 4 de fevereiro, um ex-sargento da Armada, encarregado do cemitério local, declarou ao jornal que faleceram 650 prisioneiros, sem contar os que morreram nas fugas. Outros retornaram da colônia tão depauperados que morreram dias depois, conforme Everardo Dias. Um porta-voz do governo Bernardes declarou em 1928 que a mortalidade fora de aproximadamente 43%.
A mortalidade veio através das doenças, das quais as mais comuns foram a disenteria bacilar, impaludismo (malária) e tuberculose. Conforme Lauro Nicácio, um terço dos prisioneiros já havia morrido ao chegar a terceira leva, em junho de 1925. Por outro lado, segundo o preso Alberto Saldanha, até junho de 1925 apenas 35 prisioneiros foram enterrados no cemitério. Esta leva foi a que chegou em pior estado; nas trincheiras de Catanduvas, os militares já padeciam de sarna, disenteria e  bicho-do-pé. Após o desembarque, uma epidemia de desinteria bacilar alastrou-se entre os prisioneiros e os colonos. Por isso, Miguel Calmon ressaltou na sua defesa do governo que a disenteria bacilar matou muito mais prisioneiros do que o impaludismo, doença endêmica da região. O Paiz argumentou que as epidemias eram ocasionais, trazidas do Sul, e assolaram vários lugares, e não só Clevelândia.

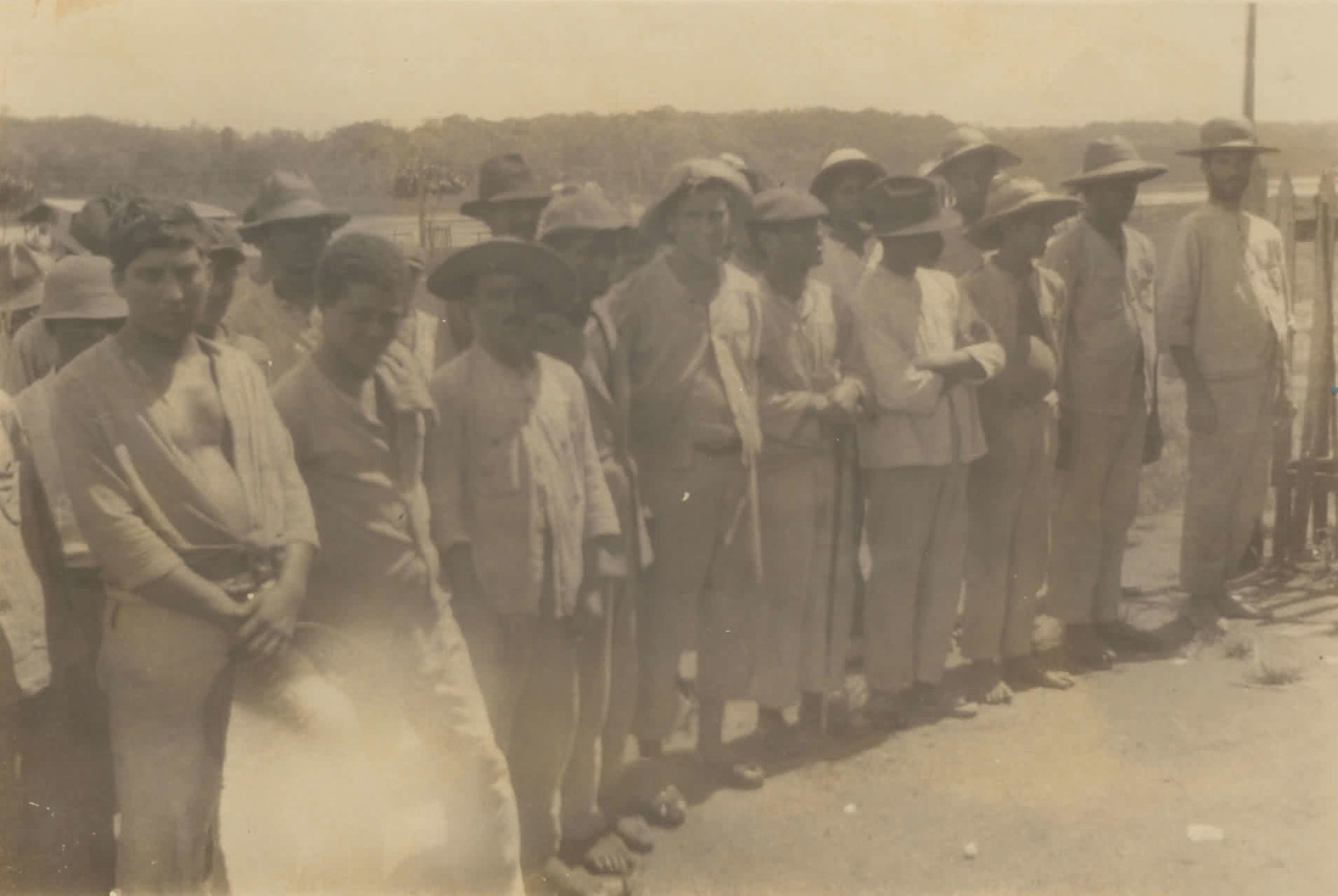
Grupo de prisioneiros doentes

Um ex-soldado da Força Pública relatou como pela manhã, os presos eram obrigados a juntar os corpos dos companheiros que morreram durante a noite. O número de mortes era de cinco por dia e chegou a doze no auge, segundo Lauro Nicácio, e a "turma do cemitério" seguia ao amanhecer ao hospital para verificar o número de mortos. Ele atribuiu as doenças à falta de uma alimentação equilibrada. Carlo Romani destaca as condições insalubres e a insuficiência de medicamentos e da equipe médica. Os tratamentos no Hospital Simão Lopes limitavam-se a comprimidos ou injeções de quinino. O hospital aplicava 120 injeções por dia com apenas duas agulhas, que ficaram rombudas com o uso intensivo, provocando úlceras e edemas na pele. Os cem leitos do hospital e 88 da enfermaria, apelidada de "enfermaria da morte", não eram suficientes, e muitos doentes aguardaram uma vaga no lado de fora. Alguns morreram nos seus abrigos. Conforme Domingos Braz, o "Oyapock é um lugar sem recursos médicos; os próprios preceitos higiênicos e sanitários são desconhecidos".
Para o jornal A Noite, "Bernardes encontrara uma forma legal de extermínio, sem necessidade de recorrer à guilhotina e ao fuzil". Carlo Romani caracteriza o local como um campo de concentração, para o qual os prisioneiros foram deliberadamente enviados para morrer. Paulo Sérgio Pinheiro usou essa nomenclatura, de modo não oficial, e Alexandre Samis evitou-a, preferindo o termo "colônia penal". O próprio Arquivo Artur Bernardes usa "campo de concentração", mas é preciso levar em conta que antes do nazismo o campo de concentração não tinha a conotação de um campo de extermínio planificado.
Perdurou na memória popular local a história de um preso, condenado à morte, que teria sido anistiado após cantar à beira de uma cova:

Adeus rio Oiapoque,

sepulcro dos infelizes

a ouvir minhas preces

até as pedras se maldizem.

Já não vejo minha mãe,

pois me falta a liberdade.

Quanto é triste ter saudade.

Quanto é triste ter saudade.

### Fugas

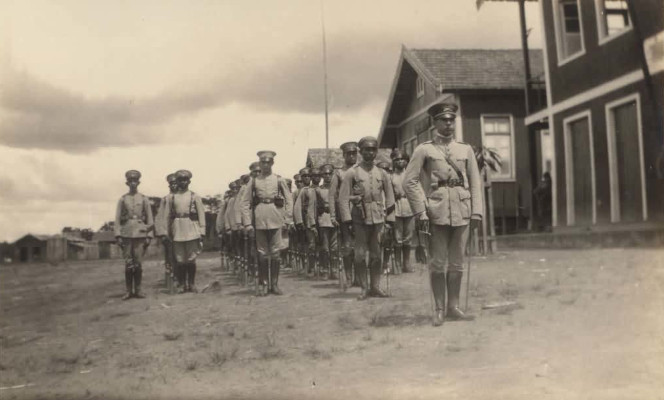
Destacamento do Exército na colônia

O contingente de guardas era muito pequeno para a vastidão do perímetro, que era fácil de evadir. A floresta em si era o obstáculo maior. Segundo Domingos Braz, a maioria das fugas ocorreram pelo planejamento em grupo. O primeiro a fugir foi o operário Pedro Carneiro, em 17 de fevereiro de 1925, mas este foi por conta própria. Ele chegou a Belém e foi dali ao Rio de Janeiro, de onde arrecadou 300 mil réis para seus camaradas na Clevelândia. A travessia da floresta esgotava muitos presos, e alguns dos que chegavam a Saint George, na Guiana Francesa, morreram por falta de medicamentos. Por volta de junho de 1925, as fugas anteriores já haviam deixado a administração mais atenta. Conforme Lauro Nicácio, qualquer suspeita de plano de fuga levava ao espancamento, e vários pescadores foram presos e tiveram suas embarcações confiscadas. A última fuga de militantes ocorreu na madrugada de 11 para 12 de dezembro de 1925.
A carta de Domingos Braz acompanhou o destino de um conjunto de líderes anarquistas até setembro de 1925: seis estavam presos com vida, quatro haviam morrido e outros quatro haviam fugido. O número de fugitivos, incluindo o próprio Domingos, ainda cresceria. Eles tiveram dificuldade em encontrar emprego e vários morreram em território francês. Domingos e outros conseguiram chegar a Belém, Biófilo Panclastro conseguiu chegar a Caiena e partir de canoa à Colômbia e o pedreiro José Batista da Silva, da União dos Operários em Construção Civil, internou-se na mata, numa viagem considerada impossível pela população local, e reapareceu em Belém.

## Desativação

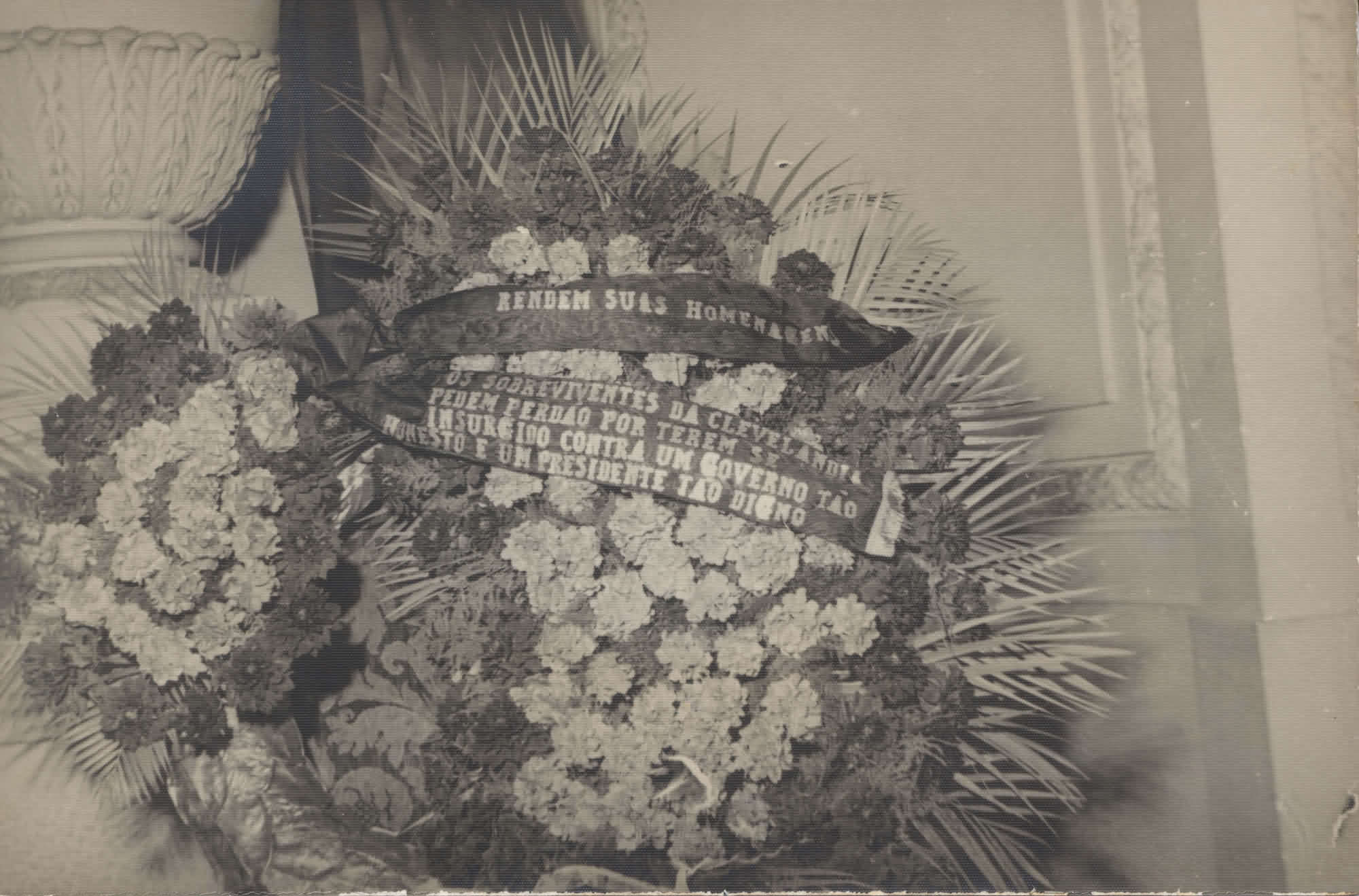
No funeral de Artur Bernardes em 1955, "os sobreviventes da Clevelândia pedem perdão por terem se insurgido contra um governo tão honesto e um presidente tão digno"

O governo de Washington Luís, sucessor de Artur Bernardes na Presidência, ordenou a liberação dos presos em 1927. Em 14 de janeiro, O Combate noticiou uma nova leva de deportados a Clevelândia a bordo do vapor Vasconcellos, mas no dia 25 do mesmo mês, publicou que os presos foram anistiados. O último desembarque de presos de Clevelândia no Rio de Janeiro, conforme o jornal, foi em 22 de fevereiro de 1927, a bordo do vapor Macapá. Segundo o depoimento desses presos, outros permaneciam em Clevelândia devido a seu estado de saúde. O tema ocupou a primeira página dos jornais pelos três primeiros meses de 1927. O comunista Octávio Brandão, testemunha do desembarque, viu sobreviventes amarelados, magros e curvados, com fígado enfermo e pés inchados.

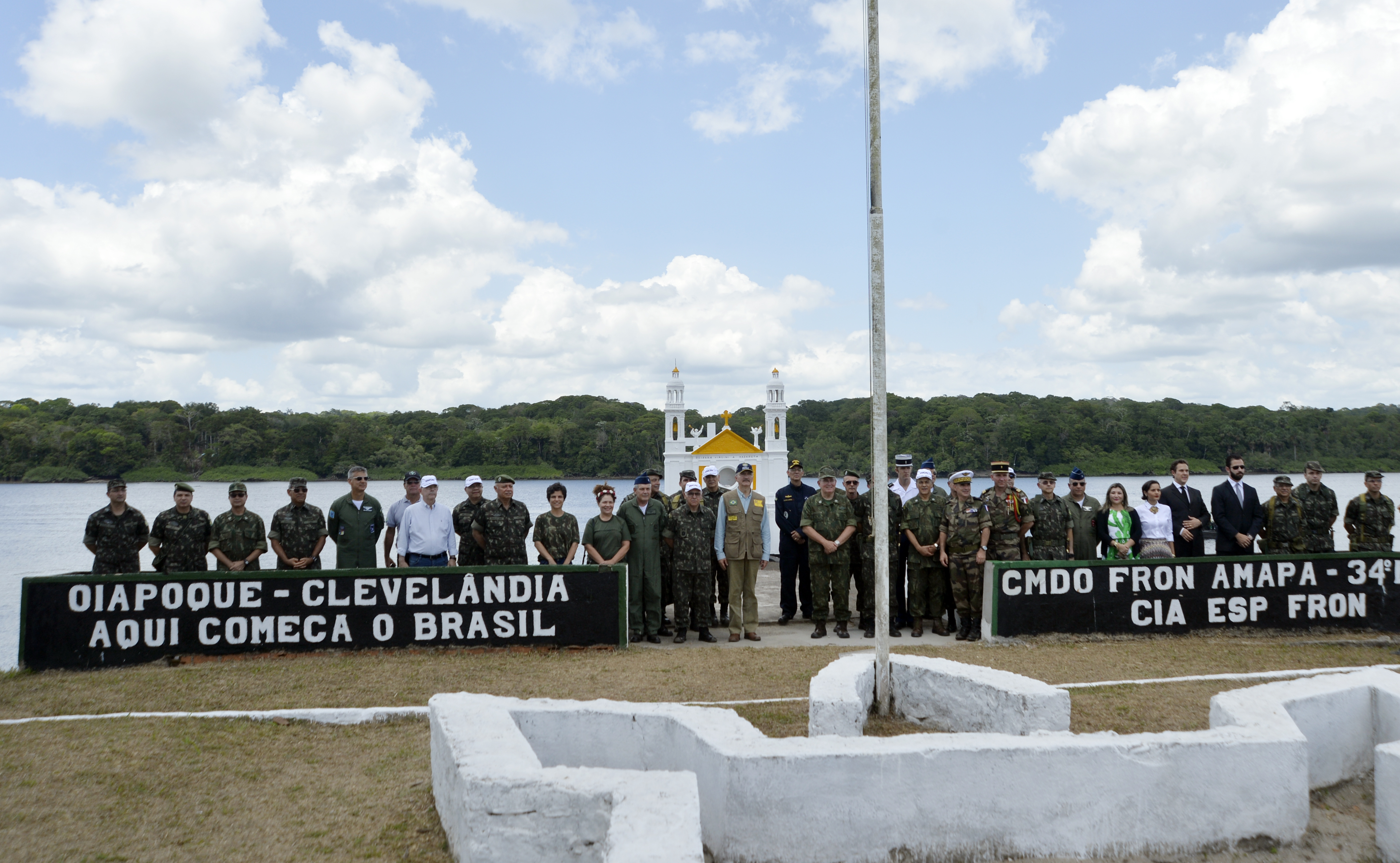
Autoridades militares em Clevelândia em 2015

Artur Bernardes ganhou a alcunha de "Presidente Clevelândia" e permaneceu associado à colônia penal. Em seu funeral em 1955 foi deixada uma coroa de flores com os dizeres: "Os sobreviventes da Clevelândia pedem perdão por terem se insurgido contra um governo tão honesto e um presidente tão digno", possível ironia de seus detratores.
Alguns dos prisioneiros integraram-se à comunidade local e têm descendentes na população atual de Clevelândia. A vila de Martinica expandiu-se continuamente, foi renomeada Oiapoque e em 1945 tornada sede do novo município emancipado. Já o Núcleo Colonial Cleveland foi extinto em 1936 e seus bens foram transferidos ao Ministério da Guerra, que transformou Clevelândia numa colônia militar em 1940. O local atualmente sedia a Companhia Especial de Fronteira do 34.° Batalhão de Infantaria de Selva. Não há legado material visível da colônia penal, afora possíveis enterros no cemitério São Carlos. O arquivo fechado do Exército em Clevelândia guarda documentos de várias épócas, incluindo da colônia penal.